# Голлівуд, н. е. (Цілком таємно)
Голлівуд, н. е. (Hollywood A.D.) — 19-й епізод сьомого сезону серіалу «Цілком таємно». Епізод не належить до «міфології серіалу» — це монстр тижня. Прем'єра в мережі «Фокс» відбулася 30 квітня 2000 року.
У США серія отримала рейтинг Нільсена, рівний 7.7, це означає, що в день виходу її подивилися 12.88 мільйона глядачів.

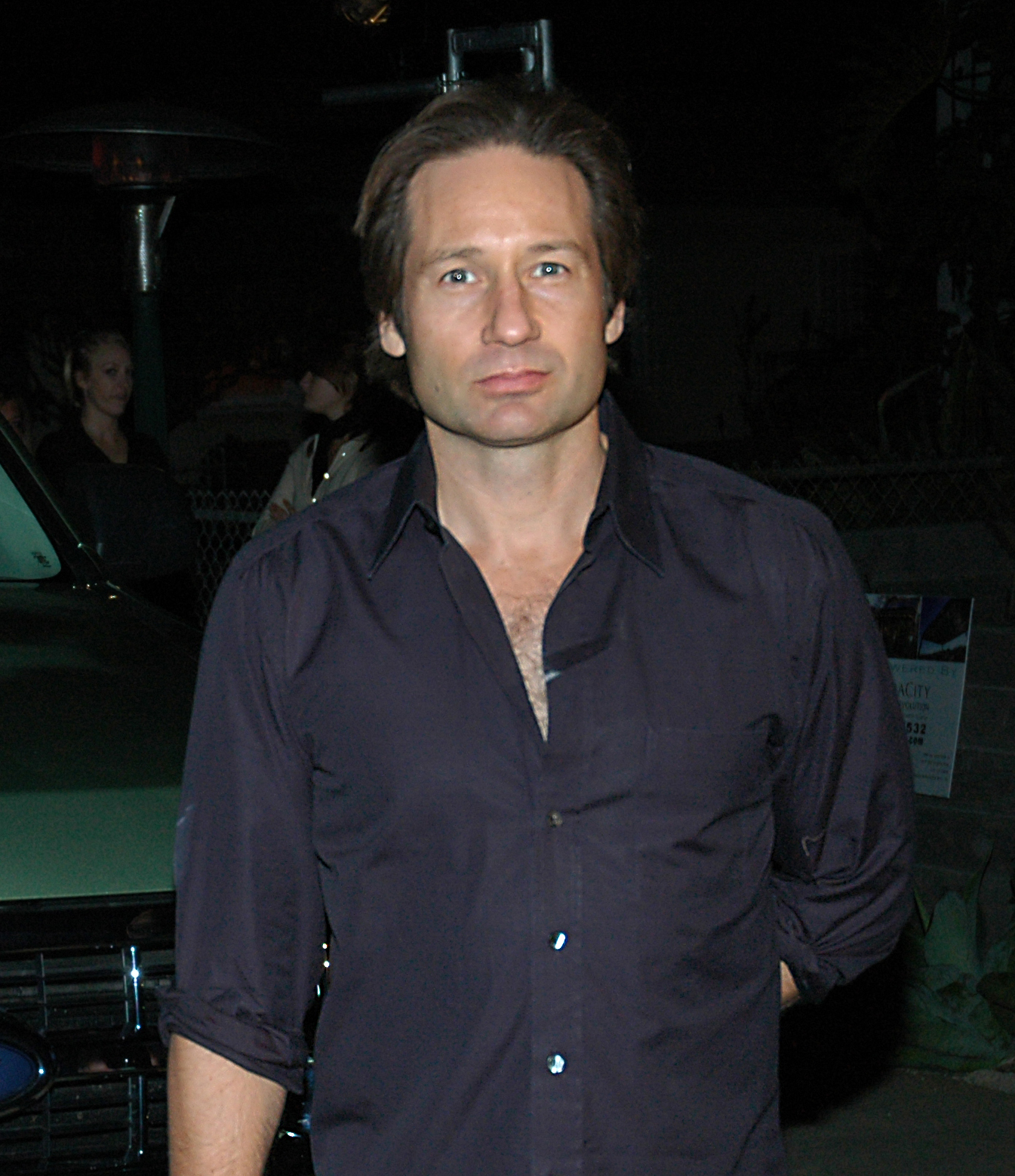

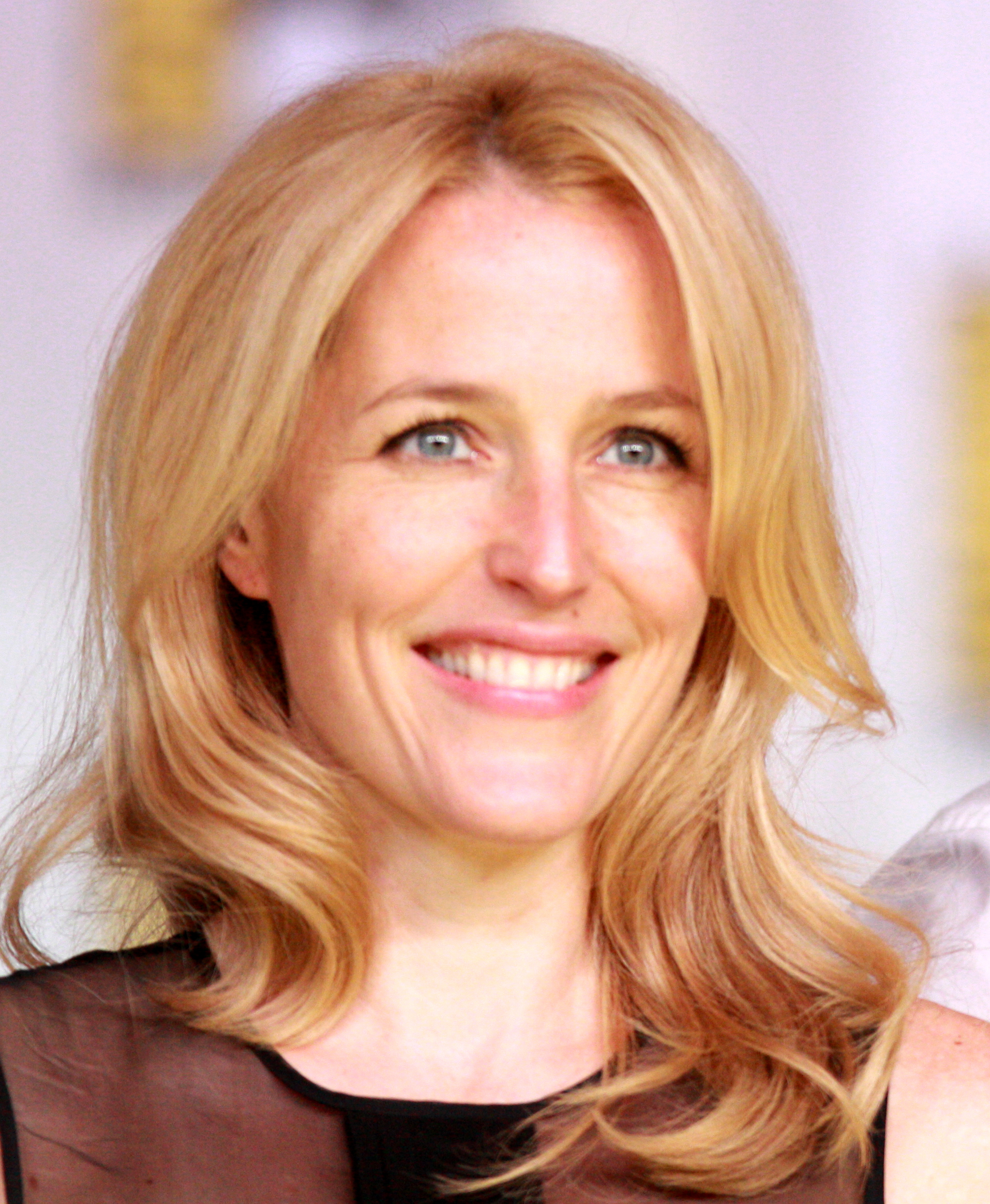

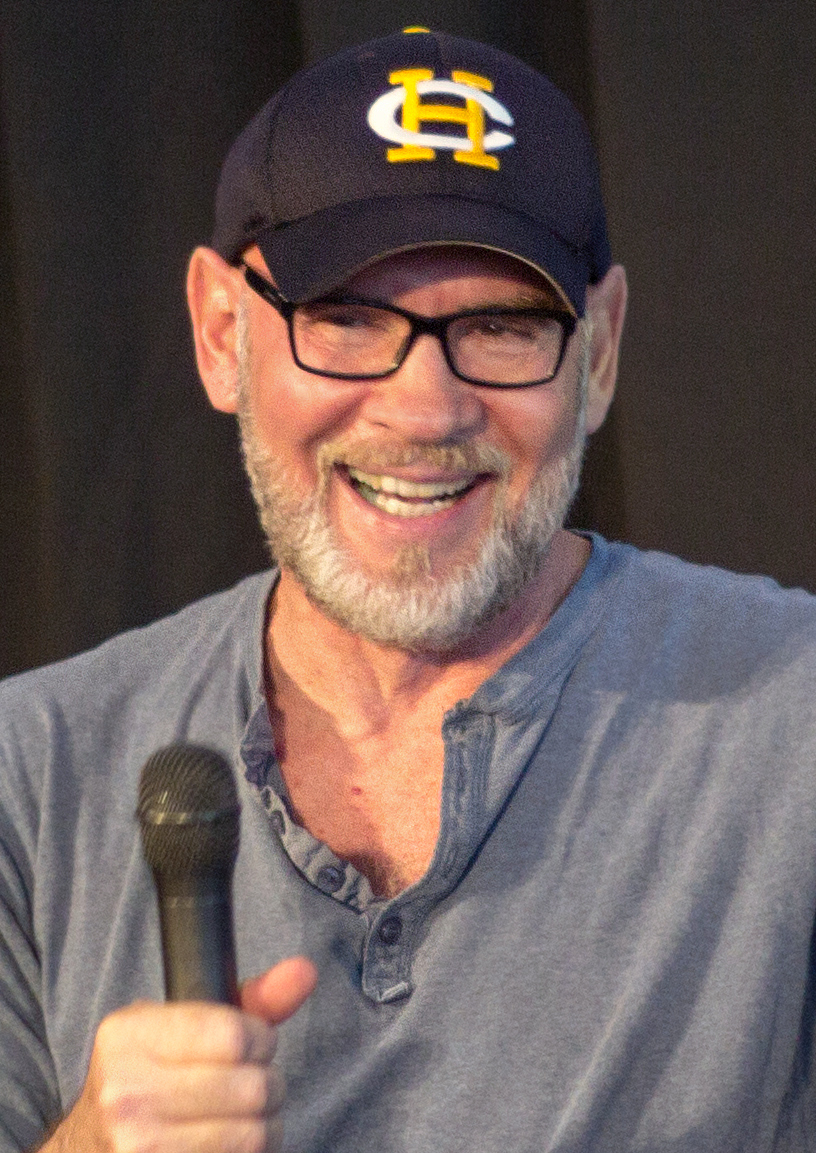

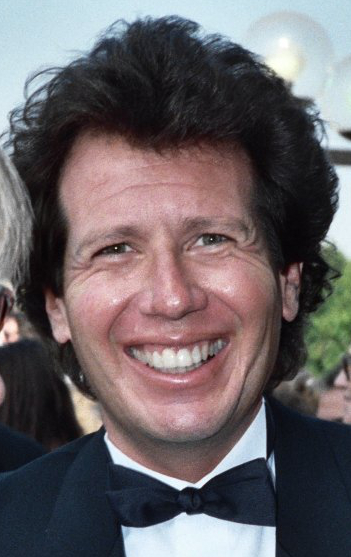

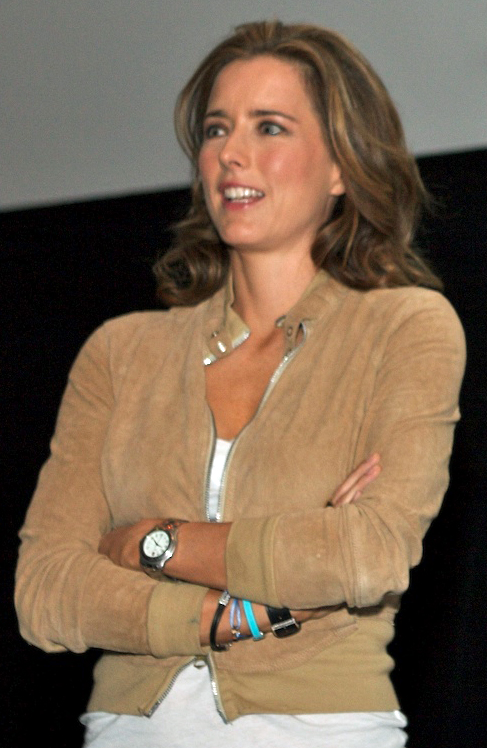

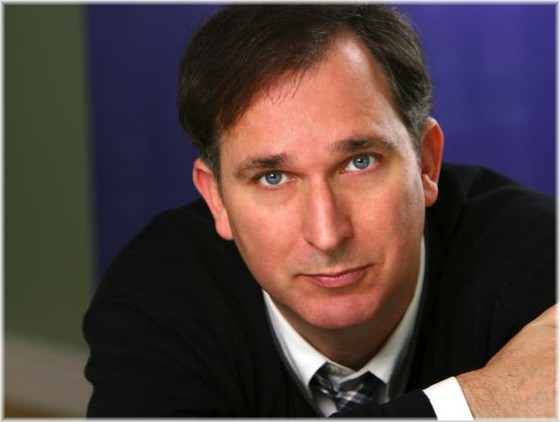

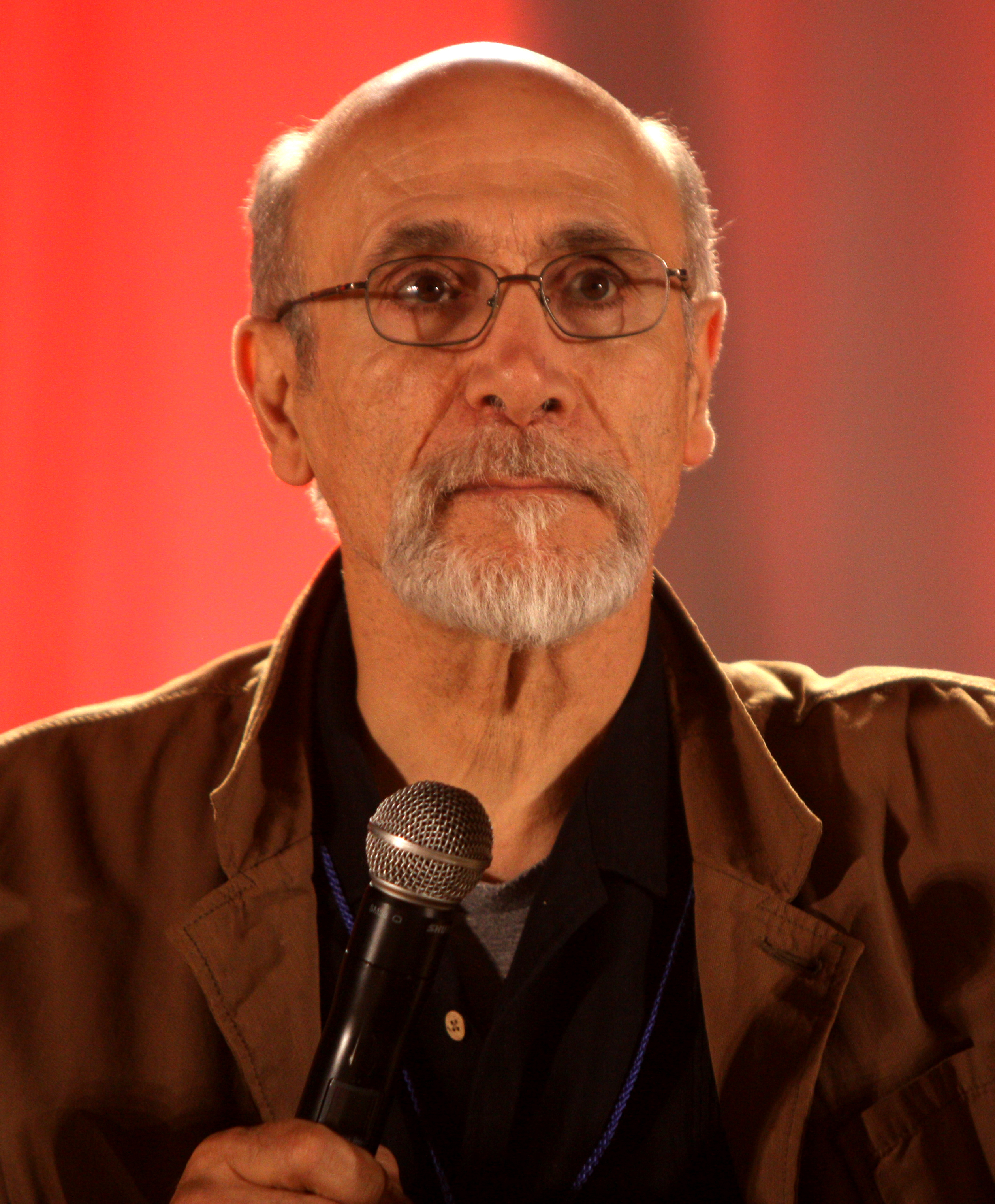

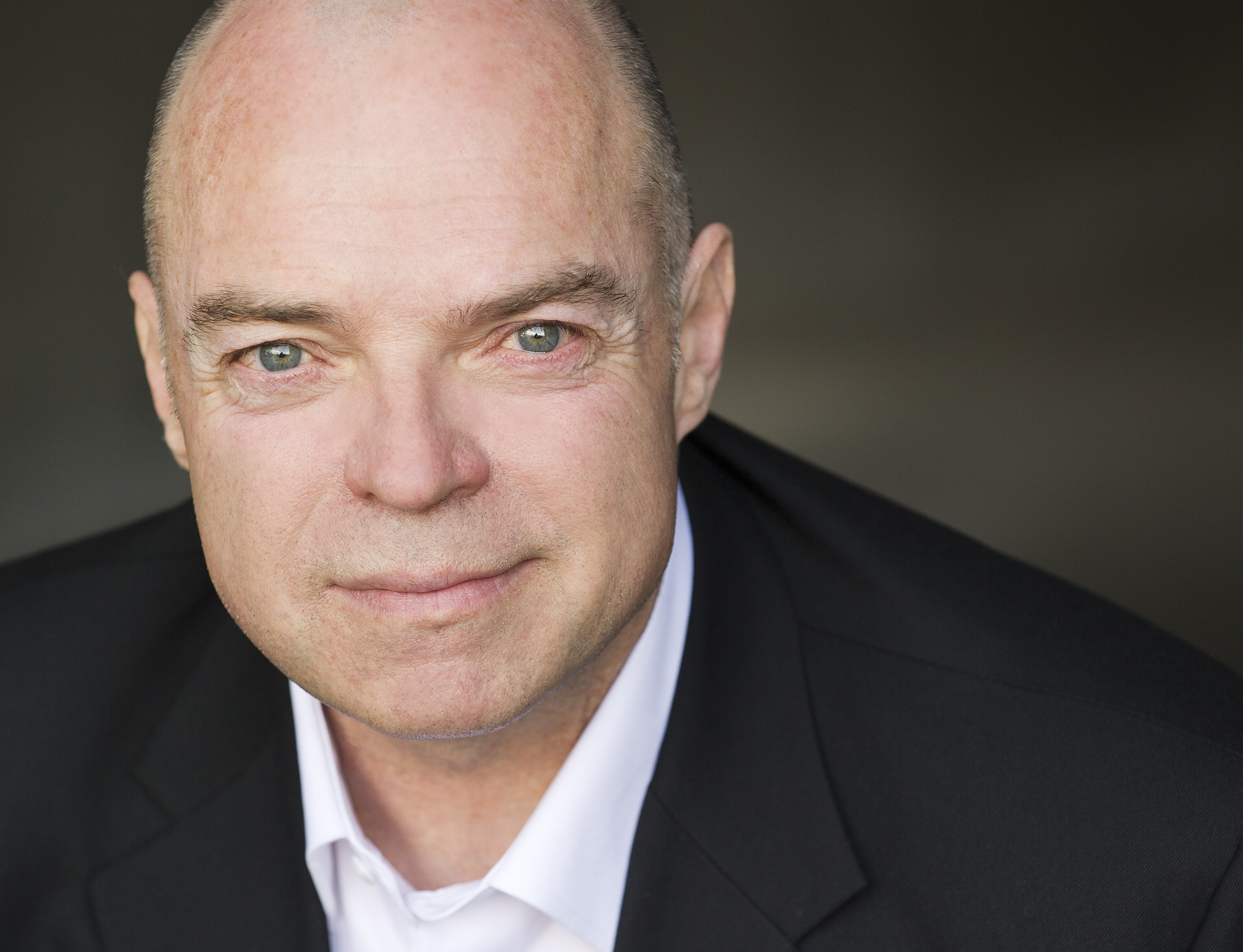

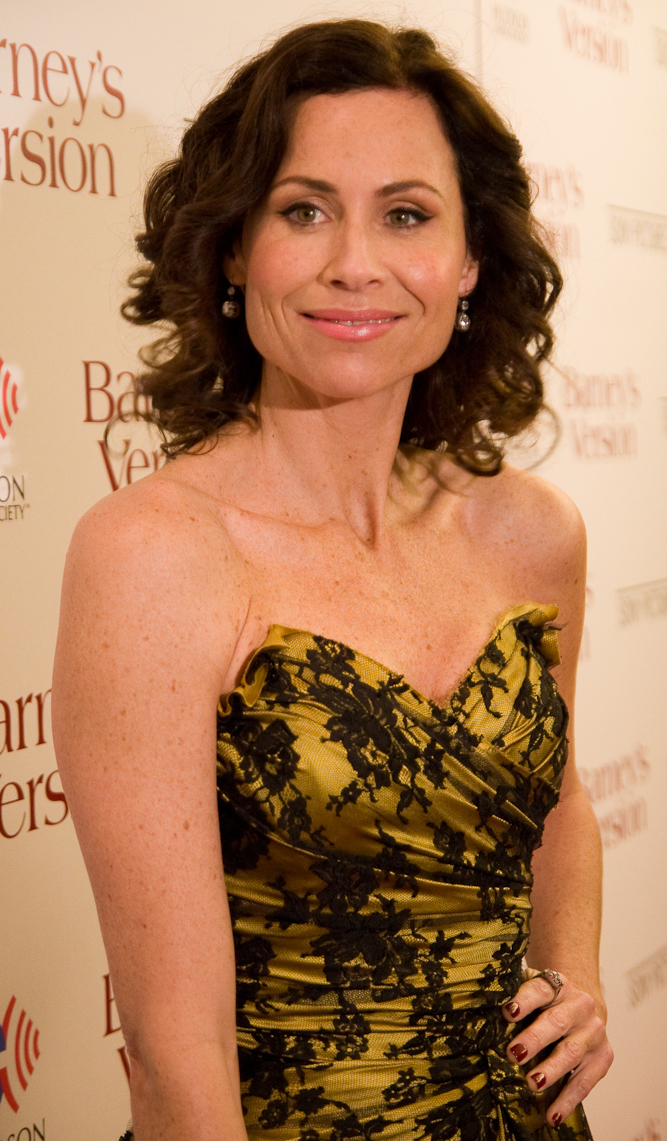

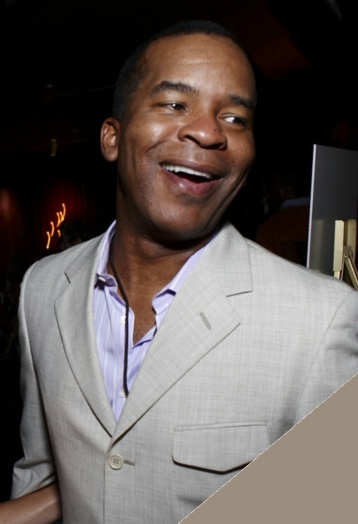

Вейн Федерман, голлівудський продюсер і приятель Волтера Скіннера по коледжу, вирішує зняти фільм на основі роботи Малдера і Скаллі, однак ті знаходять зображення їх у фільмі дещо далекими від реальності. Тим часом, поки знімається фільм, Малдер і Скаллі досліджують таємничу «Чашу Лазаря», артефакт, на якому, можливо, вигравірувані слова, сказані Ісусом, коли той піднімав Лазаря з мертвих.

## Зміст
Істина поза межами досяжного
В кінотеатрі демонструється фільм Федермана про роботу Малдера і Скаллі. В ньому агенти борються із кардиналом-Курцем і армією снайперів-зомбі. Ніби-Малдер відбиває ніби-Скаллі у кардинала-курця і падає з нею в труну — щр зачиняється. Ніби-агенти починають цілуватися. Справжні Малдер і Скаллі із відчаєм спостерігають за цим «шедевром» — до них обертається Скіннер, що жваво наминає попкорн, і підбадьорююче підморгує.
За півтора року до того друг Волтера Скіннера, голлівудський продюсер Вейн Федерман, бере участь у кінопроекті про ФБР. На етапі досліджень Федермана Скіннер надає йому доступ до Фокса Малдера та Дейни Скаллі, які розслідують спробу вбивства кардинала О'Феллона. Федерман втручається і постійно перебиває агентів. Скіннер доручає Фоксу поїхати до церкви з Федерманом — Малдер сприймає це як покарання. Оглядаючи катакомби церкви О'Феллона, у когось дзвонить мобільник — але не у священика, агента чи продюсера. Малдер знаходить останки Майка Гофмана, зниклого дяча контркультури 1960-х. Фокс відкриває двері квартири Майка «фомкою». Обшукуючи квартиру Гофмана, вони знаходять саморобні бомби та засоби для підробки, а також підроблене Євангеліє від Марії Магдалини. Малдер і Федерман повертаються до катакомб, де знаходять кілька скелетів та листки Євангелія. У Федермана знову дзвонить телефон Федерман відходить щоб поговорити і натрапляє на кістки, які намагаються зібрати зруйнований шматок кераміки та забавляються з його ліхтарем. Він панікує і залишає місце події.
Вислуховуючи пригоду Федермана та розглядаючи кераміку, Скаллі розповідає Малдеру історію «Чаші Лазаря», в якій тітка Лазаря виготовляла глиняну миску, коли Ісус Христос воскресив його. Потім слова Христа були записані в канавки чаші, подібно до платівки звукозапису. Малдер приносить реліквію Чаку Берксу, який після проведення звукового аналізу виявляє голоси на арамейській мові. В одній частині аудіо одна людина наказує іншій воскреснути з мертвих. В іншій частині — тексти пісень «Я — морж» «The Beatles», а також натяк на міську легенду про мертвого Пола.
Малдер відвідує О'Фаллона, який визнає, що купив у Гофмана підроблене Євангеліє, вважаючи, що воно справжнє. В дорозі до Малдера дзвонить Федерман і вони жартують — кого гратиме у фільмі «Чаша Лазаря» Річард Гір. Тим часом під час розтину Гофмана Скаллі спростерігає галюцинацію — коли він оживає на операційному столі і починає розмову. Коли Дейна відвертається — ожилий покійник зникає — і знову лежит на столі для розтинів. Пізніше, у церкві, Скаллі бачить галюцинацію Гофмана замість Ісуса на великому розп'ятті. Малдер заарештовує О'Фаллона за вбивство Гофмана, але Гофман входить під час цього живий-здоровий.
Скіннер шпетить агентів — що вони переплутали трупи й провели несанкціонований розтин. Він наказує їм взяти місячну відпустку.
Гофман розповідає агентам, що, хоча він спочатку створював фальшивки, щоб заробляти гроші, згодом прийшов до думки, що він був реінкарнацією Христа, і бомбардував церкву, щоб позбутися від «богохульних» підробок. Шістнадцять місяців по тому О'Феллон вбиває Гофмана у вбивстві-самогубстві. Таким чином, файл X ніколи не вирішується по-справжньому.
Під час вимушеної відпустки Малдер і Скаллі вирушають до Голлівуду, щоб переглянути виробництво фільму Федермана. Його фільм Федермана називатиметься «Чаша Лазаря», Гаррі Шендлінг гратиме Малдера, а Теа Леоні — Скаллі. Малдер і Скаллі одночасно перебувають у своїх ваннах
й розмовляють по телефону — при цьому роблять вигляд що заклопотані. До Фокса дзвонить Скіннер — він теж «заклопотаний» і сидить у ванні.
Через рік і 4 місяці після закінчення зйомок Малдер і Скаллі відвідують показ фільму разом зі Скіннером, але розчаровуються тим, як зображено їх і справу.
Агенти залишають знімальний майданчик, тримаючись за руки, та вирушають на вечерю з кредитною карткою ФБР, яку Скіннер дав Скаллі після перегляду фільму. Поки вони відходять, мертві, які відпочивали під знімальним майданчиком, відроджуються і починають пристрасно танцювати, підкріплюючи теорію, зроблену Малдером раніше.

## Зйомки
«Голлівудську еру» написав та зрежисував співавтор серіалу Девід Духовни. Отримавши переважно позитивні відгуки про свою попередню роботу — епізод шостого сезону «Неприродний», Духовни звернувся до виконавчого продюсера Френка Спотніца щодо можливості написання іншого. Спотніц дав йому добро, і незабаром Девіду надали попередню версію сценарію. Кріс Картер був дуже задоволений історією, назвавши її «розумною та химерною ідеєю», а згодом описав її як «позанормову, навіть для Цілком таємно». Після того, як Картер затвердив сценарій, Духовни також взяв активну роль у попередньому виробництві.
Під час виробництва фільму «Голлівудська ера» потрібен був значний обсяг трюкових робіт, хореографії та гриму. Для сцени, в якій Шендлінг та Леоні котяться з пагорба в труну, були здійснені два трюкові дублі. Каскадери брали участь у роботах, не пов'язаних з трюками, зокрема в кількох, «кого перетворили в в зомбі» — нудний процес, який тривав п'ять годин. Зйомки танцювальної сцени в кінці епізоду займали два повних дні. Перший день знімали під час активного виробництва, а другий — у вихідні. В другий день використовували кольорову маніпуляцію, і коли ці дві сцени були закінчені, їх композитували в постпродукції.
Духовни замінив деяких з технічних працівників «Цілком таємно» в епізоді. Помічник режисера Баррі К. Томас був обраний одним із головних на знімальному майданчику, Пол Рабвін — продюсером, а координатор спецефектів — Білл Міллар — режисером фільму. Духовни також призначив свого брата Деніела помічником режисера. Завдяки участі в цьому епізоді кілька членів родини та друзів Духовни змогли подати заявку на вступ до гільдії кіноакторів.
Теа Леоні, яка зобразила вигадану версію, де вона грала Скаллі у фільмі Вейна Федермана, була одружена з Девідом Духовни, коли знімали цей епізод, рішення кастингу Рік Міллікан вважав «розумним». Духовни також обрав свого друга та колегу актора Гаррі Шендлінга як вигадану версію, що він зображує Малдера у фільмі. Спочатку Шендлінга просили зіграти Морріса Флетчера в епізоді шостого сезону «Країна мрій», але на той момент він був недоступний.. Згадка про те, що Гаррі Шендлінг закохався в Малдера, походить від повторюваного жарту телевізійного «Шоу Ларрі Сандерса», в головній ролі Шендлінг (у повторюваному жарті Девіда Духовни романтично цікавить характер Шендлінга).
Жарт про те, що Малдер бажає, щоб Річард Гір був у «Чаші Лазаря», випливав з того, що акторську діяльність Духовни часто порівнювали з режисерською. Духовни пояснив: «Раніше у нас завжди був жарт, коли вони знімають фільм, це будуть Річард Гір і Джоді Фостер (грають Малдера і Скаллі). Тож я спочатку написав тизер для Річарда Гіра і Джоді Фостер, почав думати про це, і ти знаєш, це набагато смішніше з Гаррі й Теа». Під час прем'єрного показу були присутні кілька знаменитостей, серед яких: Мінні Драйвер, Девід Алан Грір та Кріс Картер.

## Показ і відгуки
«Голівудська ера» вперше вийшла в ефір у США 30 квітня 2000 року. Цей епізод отримав рейтинг Нільсена 7,7 із часткою 12, що означає — приблизно 7,7 % всіх домогосподарств, обладнаних телевізором, і 12 % домогосподарств що дивляться телевізор, налаштувалися на епізод. Його переглянули 12,88 мільйона глядачів. Цей епізод був показаний у Великій Британії й Ірландії по «Sky One» 7 травня 2000 року і його переглянули 0,80 мільйона глядачів.
Огляди критиків щодо епізоду були переважно позитивними. «Монреальський вісник» назвав епізод шостим найкращим окремим епізодом «Цілком таємно», написавши: «незважаючи на те, що ми перевантажуємо наш шлунок саморефлексивною комедією, цей сценарій і режисування Девіда Духовни зміг викликати імовірно найбільші смішинки серіалу». Роб Брікен з «Topless Robot» назвав серію сьомим найсмішнішим епізодом «Цілком таємно». Джессіка Морган з «Television Without Pity» надала серії оцінку «В», злегка критикуючи танцюючих зомбі в кінці епізоду. Сара Кендзьор з «11th Hour Magazine» писала, що «Моїм улюбленим (епізодом) цього року цілком може бути „ Голлівудська ера“ — амбіційне, часто винахідливе і іноді дефектне зусилля другого курсу щодо індустрії розваг, релігії та майже всього, що між ними». Річ Розелл з «DigitallyObsessed.com» відзначив епізод 5 із 5 зірок й написав, що «сцени з „фільму“, де Шендлінг/Малдер протистоять проти Понтифіка, що палить сигарети, та його армії зомбі-снайперів — є класичні речі і отримують високі оцінки в „Голлівуді“». Кеннет Сілбер з «Space.com», одночасно критикуючи епізод за утіху в пародії, зазначив, що серія була розважальною, та що "«Голлівудська ера» є пародією і, як така, буде незадовільняючою для багатьох глядачів "Цілком таємно «, включаючи цього багатостраждального рецензента, який хотів би, щоб серіал завершився у драматичній багатоепізодній розв'язці своєї міфологічної дуги. Проте цей епізод демонструє дотепну та образну пародію.»
Том Кессеніч у книзі «Іспити» дав епізоду відносно позитивний відгук. Він написав: «„Голівуд; н. е.с“ був поштовхом та підштовхуванням Духовни для цього сезону… Девід не пропустив епізод, який справді відображав його власний розум та розуміння. Весь час залишаючись вірним духу серіалу, який зробило його відомим». Зак Гендлен з «The A.V. Club» нагородив епізод «B +» і написав, що він «заплутаний і часто так залюблений у те, що є просто дивним заради дивацтва — аж всі забувають — нам потрібно хоча б трохи виправдання, аби зібрати все разом наприкінці.» Він також назвав його «важким епізодом, який як не любити, відверто». Гендлен вважав, що гумор і солодкість допомогли зробити епізод успішним. Він також зазначив, що динаміка Малдера і Скаллі працювала на користь епізоду.

### Після сказаного
В епізоді серіалу «Вбивчі кабельні зв'язки» науково-популярного серіалу «Руйнівники міфів», який вийшов у ефір 11 жовтня 2006 року, перевірялася можливість передачі звуку на кераміку. В цьому часі були показані кліпи з «Голлівуду н. е.».
У березні 2021 року в інтерв'ю з Еміко Тамагава на «Національному громадському радіо» — програма «Here & Now» — Девід Духовни сказав, що його роман 2021 року «Truly Like Lightning» він писав із дослідженнями про Церкву Ісуса Христа Святих останніх днів, у часі написання цього епізоду.

## Знімалися
- Девід Духовни — Фокс Малдер
- Джилліан Андерсон — Дейна Скаллі
- Мітч Піледжі — Волтер Скіннер
- Гаррі Шендлінґ — в ролі себе
- Теа Леоні — як вона сама
- Вейн Федерман — як він сам
- Гарріс Юлін — кардинал О'Фаллон
- Тоні Амендола — понтифік
- Пол Лібер — Міка Гофман
- Білл Доу — Чак Беркс
- Мінні Драйвер — член аудиторії
- Девід Алан Грір — член аудиторії